# アロン電機
アロン電機株式会社（アロンでんき）は、鹿児島県薩摩郡さつま町にある画像検査装置、自動機・省力化機器、半導体製造装置、金型・治工具・装置部品の製造開発メーカー。

## 主な取引先
- アルバック株式会社
- 株式会社荏原九州
- 京セラ株式会社
- 京石産業株式会社
- 三和鉄軌株式会社
- ソニー株式会社
- I-PEX株式会社
- 東京エレクトロン株式会社

### 取引銀行
- 鹿児島銀行